# Север-ду-Вога (район)
Север-ду-Вога (порт. Sever do Vouga) — район (фрегезия) в Португалии, входит в округ Авейру. Является составной частью муниципалитета Север-ду-Вога. Находится в составе крупной городской агломерации Большое Авейру. По старому административному делению входил в провинцию Бейра-Литорал. Входит в экономико-статистический субрегион Байшу-Воуга, который входит в Центральный регион. Население составляет 2728 человек. Занимает площадь 12,36 км².